# Modest Mouse
Modest Mouse ist eine US-amerikanische Indie-Rock-Band.

## Geschichte

### Frühphase (1993–1996)
Modest Mouse wurde 1993 in Issaquah, Washington von Isaac Brock (Gesang, Gitarre), Jeremiah Green (Schlagzeug) und John Wickart (Bass) in einer Videothek gegründet. Der Name „Modest Mouse“ leitet sich ab von einem Buch, das Brock gelesen hatte, in dem die Angehörigen der unteren Mittelklasse als „modest, mouse-like people“ bezeichnet wurden. Modest Mouse wollten von Anfang an keine Qualifizierung ihrer Musik und ließen sich nie mit anderen Bands vergleichen. Der Sound von Modest Mouse geht am ehesten in Richtung Pixies, Meat Puppets, Pavement und Sonic Youth. In der Anfangsphase der Band stieß noch Gitarrist Dann Gallucci zur Band, der jedoch bald wieder ausstieg und zur Band „Murder City Devils“ wechselte. Nach vielen Probeaufnahmen und Demos nahm die Band in Calvin Johnsons „Dub Narcotic Studios“ 1994 ihre Debüt-EP auf. Sie erschien auf Johnsons „K Records“ Label mit dem Titel Blue Cadet-3, Do You Connect? Die erste Single folgte mit „Broke“ 1996.

### Der Label-Kampf (1996–2004)
Durch die steigende Bekanntheit der Band entwickelte sich mit der Zeit ein kleiner Kampf der Labels und Plattenfirmen um die Band Modest Mouse.
Die Band wechselte daraufhin zum Label Up Records, auf dem sie 1996 This Is a Long Drive for Someone With Nothing to Think About sowie die EP Interstate 8 veröffentlichen. Der Sound wirkt anfänglich konfus und ist nicht leicht einzuordnen. Zu diesem Zeitpunkt war der Wechsel des Bassisten bereits erfolgt. Eric Judy löste John Wickart ab. Ein Jahr später nahmen die Freunde The Fruit that Ate Itself wieder auf dem K-Label auf. Jedoch gelang der Durchbruch im gleichen Jahr mit The Lonesome Crowded West auf Up Records. Größere Labels entdeckten die Band für sich, obwohl Modest Mouse nach eigenen Angaben eher Wert auf die Musik als auf ihre Berühmtheit legte. Die Band unterschrieb später beim Sony-Sublabel Epic Records. Darauffolgend kam 1999 die EP Night On the Sun vom Label Rebel Beat Factory heraus. Im Jahr 2000 veröffentlichte Up Records die Compilation Building Nothing Out of Something mit Singles, B-Seiten und Raritäten. Diese Platte bekam jedoch eigene Konkurrenz vom neuen Album The Moon & Antarctica, das erste auf dem Major-Label Epic Records. Ebenfalls 2000 gab es eine Wiederveröffentlichung der EP Night On the Sun, jedoch von Up Records mit anderer Tracklist. 2001 erschien die Everywhere and His Nasty Parlor Tricks EP (Epic) sowie vom schon fast vergessenen K-Label die Compilation Sad Sappy Sucker, die für Fans alle aufgenommenen Tapes und Demos von 1994 enthält.
Bis 2004 beschäftigten sich die Musiker hauptsächlich mit Nebenprojekten. Brock brachte mit Ugly Casanova 2002 Sharpen Your Teeth heraus.

### Durchbruch (seit 2004)
2004 erscheint dann das Album Good News For People Who Love Bad News (Epic). Der Verlust von Drummer Jeremiah Green, der durch Benjamin Weikel ersetzt wird, und Neuzugang Dann Gallucci (Gitarre), beeinflussen das neue Album stark. Der Sound geht wieder mehr in die ursprüngliche Richtung von Modest Mouse. Außerdem wirkt die Dirty Dozen Brass Band an der Platte mit, und Flaming-Lips-Frontman Wayne Coyne remixte den Song The Good Times Are Killing Me. Modest Mouse verzichten bewusst auf viele Effekte und arbeiten mit bewährten Rockinstrumenten. Fans begrüßen das neue Line Up und die Schlichtheit des Albums. MTV nominiert die Band 2004 gleich für drei Kategorien bei den Music Awards. Das Video der Single Float On wird für Best Special Effects In A Video, Breakthrough Video und MTV 2 Awards vorgeschlagen. Gleichzeitig erscheint die neue Version des 2000er Albums The Moon And Antarctica, welches mit 4 exklusiven Tracks der „BBC Radio 1 Session Versions“ aufwarten kann. Das Cover sowie die CD wurde an die Good News For People Who Love Bad News-Farbenphilosophie angepasst. So ist bei der Good News alles Grün/Pink, während die Moon ein hellblau/oranges Design erhalten hat.
Im selben Jahr kehrte Jeremiah Green wieder zu Modest Mouse zurück, sein Ersatz Benjamin Weikel widmet sich wieder seiner Band The Helio Sequence. Die Gründe für den zeitweiligen Ausstieg Greens sind unklar, vermutlich aber auf Drogenprobleme zurückzuführen. Während der Aufnahmen zum Anfang 2007 erscheinenden neuen Album We Were Dead Before The Ship Even Sank stieg außerdem Johnny Marr, der ehemalige Gitarrist von The Smiths, in die Band ein. Das am 20. März erschienene Album, erreichte am 7. April die Nummer 1 der Billboard Charts. Die Single Dashboard kam bis auf Platz 61 der Billboard Hot 100.
Das aktuelle Studioalbum Strangers To Ourselves erschien im März 2015.
In Deutschland erscheinen aktuelle Platten von Modest Mouse über die zu Sony BMG gehörende Plattform Red Ink und werden von Rough Trade vertrieben.

## Diskografie

### Studioalben
| Jahr | Titel                                  | Höchstplatzierung, Gesamtwochen, AuszeichnungChartplatzierungen (Jahr, Titel, Platzierungen, Wochen, Auszeichnungen, Anmerkungen) | Höchstplatzierung, Gesamtwochen, AuszeichnungChartplatzierungen (Jahr, Titel, Platzierungen, Wochen, Auszeichnungen, Anmerkungen) | Höchstplatzierung, Gesamtwochen, AuszeichnungChartplatzierungen (Jahr, Titel, Platzierungen, Wochen, Auszeichnungen, Anmerkungen) | Höchstplatzierung, Gesamtwochen, AuszeichnungChartplatzierungen (Jahr, Titel, Platzierungen, Wochen, Auszeichnungen, Anmerkungen) | Höchstplatzierung, Gesamtwochen, AuszeichnungChartplatzierungen (Jahr, Titel, Platzierungen, Wochen, Auszeichnungen, Anmerkungen) | Anmerkungen                         |
| Jahr | Titel                                  | DE | AT | CH | UK | US | Anmerkungen                         |
| ---- | -------------------------------------- | --- | --- | --- | --- | --- | ----------------------------------- |
| 2000 | The Moon & Antarctica                  | — | — | — | — | US120 Gold · (2 Wo.)US | Erstveröffentlichung: 13. Juni 2000 |
| 2004 | Good News for People Who Love Bad News | — | — | — | UK40 Silber · (2 Wo.)UK | US18 ×2Doppelplatin · (57 Wo.)US                                                                                                  | Erstveröffentlichung: 6. April 2004 |
| 2007 | We Were Dead Before the Ship Even Sank | DE65 (2 Wo.)DE | — | — | UK47 (8 Wo.)UK | US1 Gold · (25 Wo.)US | Erstveröffentlichung: 20. März 2007 |
| 2015 | Strangers to Ourselves                 | DE47 (1 Wo.)DE | AT40 (1 Wo.)AT | CH96 (1 Wo.)CH | UK28 (1 Wo.)UK | US3 (8 Wo.)US | Erstveröffentlichung: 17. März 2015 |
| 2021 | The Golden Casket                      | — | — | — | — | US87 (1 Wo.)US | Erstveröffentlichung: 25. Juni 2021 |

### EPs
| Jahr | Titel                                   | Höchstplatzierung, Gesamtwochen, AuszeichnungChartplatzierungen (Jahr, Titel, Platzierungen, Wochen, Auszeichnungen, Anmerkungen) | Höchstplatzierung, Gesamtwochen, AuszeichnungChartplatzierungen (Jahr, Titel, Platzierungen, Wochen, Auszeichnungen, Anmerkungen) | Höchstplatzierung, Gesamtwochen, AuszeichnungChartplatzierungen (Jahr, Titel, Platzierungen, Wochen, Auszeichnungen, Anmerkungen) | Höchstplatzierung, Gesamtwochen, AuszeichnungChartplatzierungen (Jahr, Titel, Platzierungen, Wochen, Auszeichnungen, Anmerkungen) | Höchstplatzierung, Gesamtwochen, AuszeichnungChartplatzierungen (Jahr, Titel, Platzierungen, Wochen, Auszeichnungen, Anmerkungen) | Anmerkungen                              |
| Jahr | Titel                                   | DE | AT | CH | UK | US | Anmerkungen                              |
| ---- | --------------------------------------- | --- | --- | --- | --- | --- | ---------------------------------------- |
| 2001 | Everywhere and His Nasty Parlour Tricks | — | — | — | — | US147 (1 Wo.)US | Erstveröffentlichung: 25. September 2001 |
| 2009 | No One’s First, and You’re Next         | — | — | — | — | US15 (9 Wo.)US | Erstveröffentlichung: 4. August 2009     |

Weitere EPs
- 1994: Blue Cadet-3, Do You Connect?
- 1996: Interstate 8
- 1996: This Is a Long Drive for Someone with Nothing to Think About
- 1997: The Lonesome Crowded West
- 1997: The Fruit That Ate Itself
- 1999: Night on the Sun
- 2000: Building Nothing Out of Something
- 2001: Sad Sappy Sucker
- 2004: Baron Von Bullshit Rides Again

### Singles
| Jahr | Titel Album                                                 | Höchstplatzierung, Gesamtwochen, AuszeichnungChartplatzierungen (Jahr, Titel, Album, Platzierungen, Wochen, Auszeichnungen, Anmerkungen) | Höchstplatzierung, Gesamtwochen, AuszeichnungChartplatzierungen (Jahr, Titel, Album, Platzierungen, Wochen, Auszeichnungen, Anmerkungen) | Höchstplatzierung, Gesamtwochen, AuszeichnungChartplatzierungen (Jahr, Titel, Album, Platzierungen, Wochen, Auszeichnungen, Anmerkungen) | Höchstplatzierung, Gesamtwochen, AuszeichnungChartplatzierungen (Jahr, Titel, Album, Platzierungen, Wochen, Auszeichnungen, Anmerkungen) | Höchstplatzierung, Gesamtwochen, AuszeichnungChartplatzierungen (Jahr, Titel, Album, Platzierungen, Wochen, Auszeichnungen, Anmerkungen) | Anmerkungen                            |
| Jahr | Titel Album                                                 | DE | AT | CH | UK | US | Anmerkungen                            |
| ---- | ----------------------------------------------------------- | --- | --- | --- | --- | --- | -------------------------------------- |
| 2004 | Float On Good News for People Who Love Bad News             | — | — | — | UK46 Silber · (2 Wo.)UK | US68 ×5Fünffachplatin · (20 Wo.)US | Erstveröffentlichung: 14. Februar 2004 |
| 2004 | Ocean Breathes Salty Good News for People Who Love Bad News | — | — | — | UK96 (1 Wo.)UK | US— GoldUS | Erstveröffentlichung: 23. August 2004  |
| 2007 | Dashboard We Were Dead Before the Ship Even Sank            | — | — | — | — | US61 (6 Wo.)US | Erstveröffentlichung: 16. Januar 2007  |

Weitere Singles
- 1996: Broke
- 1997: Life of Arctic Sounds
- 1997: Birds vs. Worms
- 1998: Other People's Lives
- 1998: Neverending Math Equation
- 1998: Whenever You See Fit (mit 764-Hero)
- 2000: Night on the Sun
- 2007: Missed the Boat
- 2014: Lampshades on Fire

## Auszeichnungen für Musikverkäufe
| Goldene Schallplatte - Kanada - 2008: für das Album We Were Dead Before the Ship Even Sank - Vereinigte Staaten - 2024: für das Lied The World at Large Platin-Schallplatte - Kanada - 2024: für das Album Good News for People Who Love Bad News | 3× Platin-Schallplatte - Kanada - 2024: für die Single Float On |

Anmerkung: Auszeichnungen in Ländern aus den Charttabellen bzw. Chartboxen sind in ebendiesen zu finden.
| Land/RegionAuszeichnungen für Musikverkäufe (Land/Region, Auszeichnungen, Verkäufe, Quellen) | Silber     | Gold     | Platin       | Verkäufe  | Quellen         |
| -------------------------------------------------------------------------------------------- | ---------- | -------- | ------------ | --------- | --------------- |
| Kanada (MC)                                                                                  | —          | Gold1    | 4× Platin4   | 390.000   | musiccanada.com |
| Vereinigte Staaten (RIAA)                                                                    | —          | 4× Gold4 | 7× Platin7   | 9.000.000 | riaa.com        |
| Vereinigtes Königreich (BPI)                                                                 | 2× Silber2 | —        | —            | 260.000   | bpi.co.uk       |
| Insgesamt                                                                                    | 2× Silber2 | 5× Gold5 | 11× Platin11 |           |                 |

## Trivia
2004 hatte Modest Mouse einen Gastauftritt in der US-amerikanischen Soap O.C., California (Staffel 2, Episode 7 „Familienbande“).
Modest Mouse ist mit dem Song „Float On“ in den Videospielen Guitar Hero World Tour und Rock Band 2 vertreten.